# Karl Eibl
Karl Hans Eibl (ur. 23 lipca 1891 w Steeg, zm. 21 stycznia 1943 koło Stalingradu) – austriacki i niemiecki wojskowy, generał piechoty, uczestnik agresji na Polskę i Francję oraz ataku na Związek Radziecki.

## Życiorys
Był  synem urzędnika kolejowego i urodził się w budynku stacji kolejowej Steeg-Bosau  w Bad Goisern. 
Na początku I wojny światowej wstąpił do Terezjańskiej Akademii Wojskowej, po jej ukończeniu został oficerem w 21 pułku Landwehry. W składzie tego pułku brał udział w walkach I wojny światowej na froncie wschodnim i południowym. W końcowym okresie wojny był dowódcą kompanii.
Po rozpadzie Cesarstwa Austriackiego i armii austro-węgierskiej, powrócił do powstałej Republiki Austrii, gdzie wstąpił do tworzącego się wojska austriackiego. Służbę pełnił w 6 pułku piechoty, gdzie był dowódcą kompanii i adiutantem batalionu.
Po Anschlusie Austrii przez III Rzeszę, przeniósł się do Wehrmachtu, gdzie zaliczono mu stopień majora z armii austriackiej ze starszeństwem od dnia 1 czerwca 1935 roku. Jesienią 1938 roku został dowódcą batalionu w 132 pułku piechoty 44 Dywizji Piechoty składającej się z Austriaków. 
Po wybuchu II wojny światowej, nadal dowodził batalionem i wziął udział w ataku na Polskę, uczestnicząc w walkach na południu Polski. Jego szlak bojowy rozpoczął się od Krakowa, a zakończył się we Lwowie. Po zakończeniu walk w Polsce batalion wraz z całą dywizją został przerzucony na zachód. Następnie wziął udział w ataku na Francję w maju 1940 roku. W trakcie tej kampanii w dniu 8 czerwca 1942 roku został mianowany dowódcą 132 pułku piechoty. Po zakończeniu walk na terenie Francji pozostał w składzie wojsk okupacyjnych do kwietnia 1941 roku, kiedy został przerzucony na wschód. 
Jako dowódca pułku wziął udział w ataku na ZSRR, działając w składzie 6 Armii Grupy Armii „Południe”. Brał udział w walkach o Kijów i Charków. W dniu 7 stycznia 1942 roku został dowódcą nowo utworzonej 385 Dywizji Piechoty, która po przeszkoleniu w kwietniu 1942 roku została skierowana na front, początkowo znalazła się w składzie Grupy Armii „Środek”, a później Grupy Armii „Południe”. Następnie w składzie 2 Armii Grupy Armii „B”. Wziął wtedy udział walkach pod Woroneżem, a następnie armia zajęła pozycje obronne wzdłuż brzegu rzeki Don. Następnie broniła tych pozycji w czasie kontrofensywy radzieckiej, w wyniku której okrążono wojska niemieckie w Stalingradzie. 385 Dywizją Piechoty dowodził do 1 stycznia 1943 roku, po czym przeniesiony do rezerwy dowództwa.
W dniu 20 stycznia 1943 roku, w związku z samobójstwem gen. por. Arno Jahra, dowódcy XXIV Korpusu Pancernego, został dowódcą tego korpusu. Następnego dnia, udając się na linię frontu, w czasie zamieci śnieżnej, kolumna, którą się poruszał, została ostrzelana przez włoski oddział strzelców alpejskich, którzy wzięli ją za kolumnę wojsk radzieckich. W wyniku tego ostrzału został ciężko ranny i po przewiezieniu do szpitala po kilku godzinach zmarł w wyniku dużego upływy krwi. Pośmiertnie został awansowany do stopnia generała piechoty. 

## Awanse
Armia austro-węgierska
- podporucznik (01.08.1914)
- porucznik (01.05.1915)

Armia austriacka
- kapitan (01.01.1921)
- major (25.09.1928)

Wehrmacht
- major (1938 ze starszeństwem od 01.06.1935)
- podpułkownik (20.04.1939)
- pułkownik (01.02.1941)
- generał major (01.02.1941)
- generał porucznik (19.12.1942)
- generał piechoty (01.03.1943 ze starszeństwem od 01.01.1943 – pośmiertnie)

## Ordery i odznaczenia
- Krzyż Rycerski z Liśćmi Dębu i Mieczami (19.12.1942)
- Krzyż Rycerski z Liśćmi Dębu (31.12.1941)
- Krzyż Rycerski (15.08.1940)
- Krzyż Żelazny kl. I (1939)
- Krzyż Żelazny kl. II (1939)
- Order Korony Żelaznej kl. III z wojenną dekoracją i mieczami
- Krzyż Zasługi Wojskowej z mieczami
- Srebrny Medal Zasługi Wojskowej „Signum Laudis” z mieczami
- Brązowy Medal Zasługi Wojskowej „Signum Laudis” z mieczami
- Krzyż Wojskowy Karola
- Medal za Kampanię Zimową na Wschodzie 1941/1942 (1942)
- Medal Rannych (za dwa zranienia)
- Czarna Odznaka za Rany (1939)